# Lőrinczi Réka
Lőrinczi Réka, J. Lőrinczi (Marosvásárhely, 1943. február 16. –) erdélyi magyar nyelvész, nyelvtörténész, nyugalmazott egyetemi docens.

## Életútja
Középiskolai tanulmányait Kolozsvárt végezte, a Babeș–Bolyai Tudományegyetemen magyar nyelv és irodalom szakos középiskolai tanári oklevelet szerzett (1967). Helyettes tanárként Bágyonban, majd Ördöngösfüzesen és Búzában tanított. 1978-ban megvédte a magyar nyelv rokonsági elnevezéseiről szóló doktori disszertációját.
Kutatási területei: leíró grammatika, grammatikatörténet, nyelvhasználat-történet, levéltárak és más gyűjtemények kéziratos nyelvoktatás-történeti forrásainak gyűjtése, közzétételre való feldolgozása. Apor Péter Metamorphosis Transylvaniae című emlékírása (Téka, 1978) és később, Budapesten a Bod-Kódex jelent meg az ő szöveggondozásában.
1985 óta Magyarországon él, az Eötvös Loránd Tudományegyetem bölcsészettudományi karán a magyar nyelvtörténet oktatója és kutatója. Docensként vonult nyugalomba, de sem az óraadást, sem a kutatást nem hagyta abba, s témavezetője egyetemi szakdolgozóknak.
Oktatási területe: leíró grammatika, uralisztika, az európai nyelvleírás története, a magyar és más anyanyelvek oktatásának története. Nyelvtudása a magyar anyanyelven kívül angol, német, francia, latin, román felsőfokon.

## Köteteiből
- A magyar rokonsági elnevezések rendszerének változásai. Bukarest : Kriterion Könyvkiadó, 1980. 258 p. Magyar-román közös kiadás.
- Kéziratos magyar nyelvtanok : kolozsvári grammatika : Fejérvári Sámuel: Institutiones : XVII. és XVIII. század : a nyelvemlékek betűhű átiratai bevezetéssel és jegyzetekkel / közzéteszi, a jegyzeteket és bevezető tanulmányokat írta Lőrinczi Réka. – Budapest : Magyar Nyelvtudományi Társaság, 1998. – 272 p. (A magyar nyelvtörténet forrásai , ISSN 0237-6814 ; 3.). ISBN 963-7530-48-7